# 延長母乳喂养

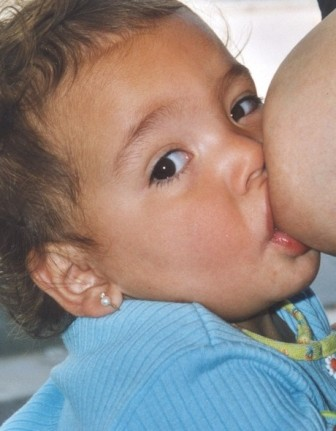
在吃奶的二歲小孩

西方國家的延長母乳喂养是指在嬰幼兒滿一定年齡之後，仍然繼續母乳喂养，此年齡約在12個月到24個月，依文化而不同。
母乳中含有乳铁蛋白，可以避免嬰兒因為各種病原体造成的感染。在嬰兒12個月到24個月時，母乳中的乳铁蛋白會顯著增加，只要嬰兒繼續喝母乳，乳铁蛋白的值不會下降。研究指出12個月以後，仍有喝母乳的幼兒的死亡率較低。La Leche League認為延長母乳喂养可讓幼兒舒適、安全，而且提供幼兒平緩心情的方式，而母親可以享受和孩子的親密感。
在大部份的西方國家裡，延長母乳喂养在其文化中並不常見，若選擇延長母乳喂养，可能會受到一些認為延長母乳喂养有害的批評。美國家庭醫師學會指出沒有延長母乳喂养對母親或幼兒有害的證據。美國兒科學會的論點也類似，他們發現「對三歲或更大年齡的幼兒餵母乳，目前找不到會造成心理傷害或發展傷害的證據。」

## 醫學界的建議
- 世界衛生組織及联合国儿童基金会（UNICEF）建議至少要為嬰幼兒哺乳到二歲[2]。

- 美國家庭醫師學會（英语：American Academy of Family Physicians）（AAFP）指出：「若哺乳超過二年，對母親及嬰幼兒的健康最有幫助，只要母親和嬰幼兒雙方都願意，可以繼續哺乳[3]。」
- 美國兒科學會（AAP）認為：「至少哺乳一年，若母親和嬰幼兒雙方都願意，可以繼續哺乳[4]。」

美國疾病管制與預防中心統計，有36%的嬰幼兒喝母乳到12個月，有15%在18個月時仍然喝母乳。大部份是在二歲到四歲之間斷奶。